# Saint-André-le-Coq
Saint-André-le-Coq är en kommun i departementet Puy-de-Dôme i regionen Auvergne-Rhône-Alpes i centrala Frankrike. Kommunen ligger i kantonen Randan som tillhör arrondissementet Riom. År 2022 hade Saint-André-le-Coq 554 invånare.

## Befolkningsutveckling
Antalet invånare i kommunen Saint-André-le-Coq
| Referens: INSEE |